# Halina Balon
Halina Balon (Katowice, 18 aprile 1948) è un'ex schermitrice polacca, vincitrice di una medaglia di bronzo ai campionati mondiali di scherma.